# 22898 Falce
22898 Falce este un asteroid din centura principală de asteroizi.

## Descriere
22898 Falce este un asteroid din centura principală de asteroizi. A fost descoperit pe 10 octombrie 1999 la Gnosca de Stefano Sposetti. Asteroidul prezintă o orbită caracterizată de o semiaxă mare de 2,98 ua, o excentricitate de 0,14 și o înclinație de 10,4° în raport cu ecliptica.